# Bräcktjärnen, Västerbotten
Bräcktjärnen är en sjö i Skellefteå kommun i Västerbotten och ingår i Rickleåns huvudavrinningsområde. Sjön har en area på 0,0551 kvadratkilometer och ligger 307,3 meter över havet.

## Delavrinningsområde
Bräcktjärnen ingår i det delavrinningsområde (718806-167714) som SMHI kallar för Utloppet av Stor-Krokträsket. Medelhöjden är 326 meter över havet och ytan är 9,96 kvadratkilometer. Det finns ett avrinningsområde uppströms, och räknas det in blir den ackumulerade arean 23,85 kvadratkilometer. Myrträskbäcken som avvattnar avrinningsområdet har biflödesordning 3, vilket innebär att vattnet flödar genom totalt 3 vattendrag innan det når havet efter 123 kilometer. Avrinningsområdet består mestadels av skog (83 procent). Avrinningsområdet har 0,67 kvadratkilometer vattenytor vilket ger det en sjöprocent på 6,8 procent.